# Abrothallus usneae
Abrothallus usneae är en lavart som beskrevs av Ludwig Rabenhorst 1861. Abrothallus usneae ingår i släktet Abrothallus, divisionen sporsäcksvampar och riket svampar.  Artens status i Sverige är: Ej påträffad. Inga underarter finns listade i Catalogue of Life.